# Pokljuka
 (signalé en juillet 2025).
Si vous disposez d'ouvrages ou d'articles de référence ou si vous connaissez des sites web de qualité traitant du thème abordé ici, merci de compléter l'article en donnant les références utiles à sa vérifiabilité et en les liant à la section « Notes et références ».
- Archive Wikiwix
- Bing
- Cairn
- DuckDuckGo
- E. Universalis
- Gallica
- Google
- G. Books
- G. News
- G. Scholar
- Persée
- Qwant
- (zh) Baidu
- (ru) Yandex
- (wd) trouver des œuvres sur Wikidata

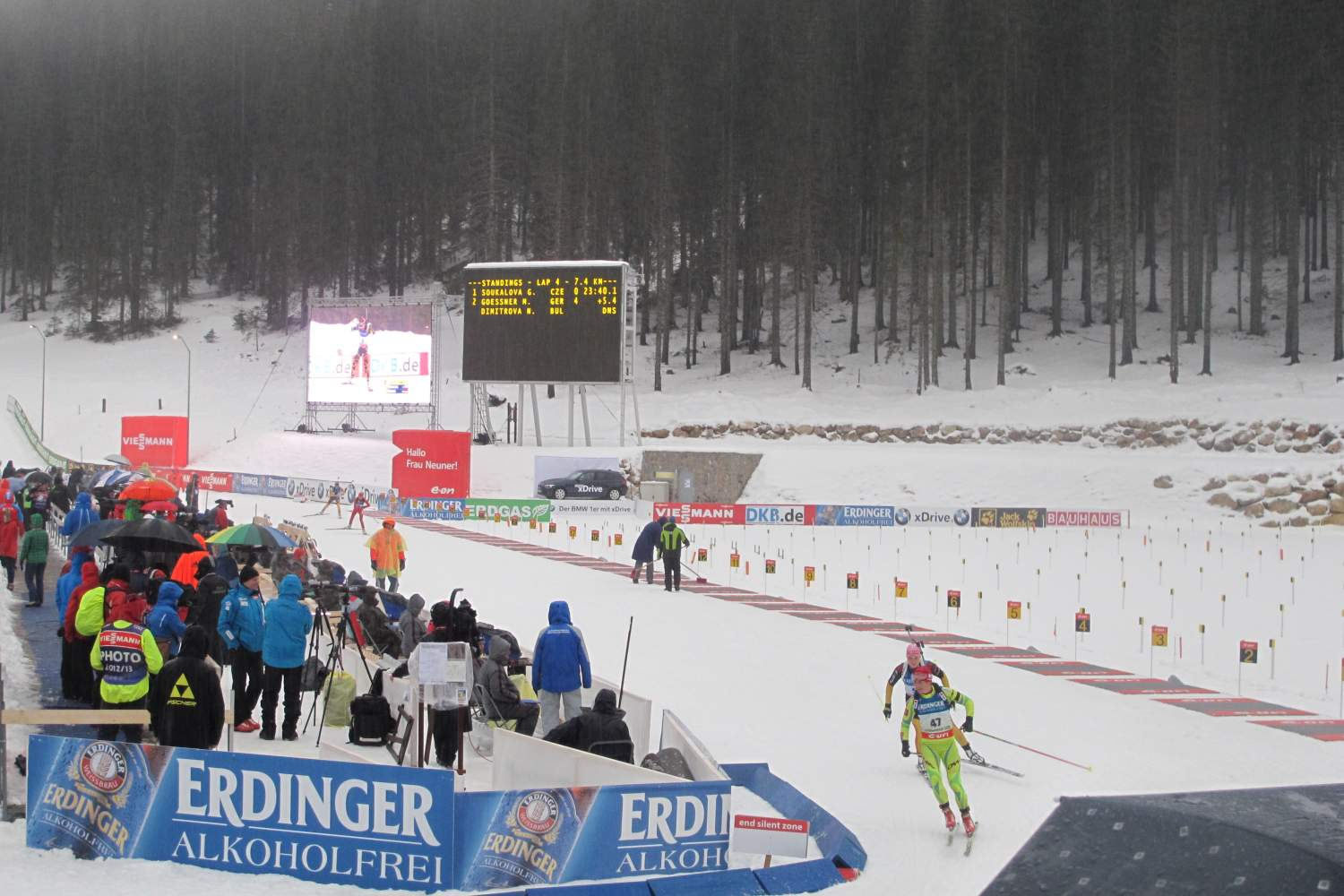
La coupe du monde de biathlon à Pokljuka.

Pokljuka est une zone forestière slovène se situant à une altitude d'environ 1 300 mètres. Ce site est divisé entre deux communes : Bled et Bohinj, dans le nord-ouest de la Slovénie.
Cet endroit est très connu pour son domaine skiable où chaque année se déroulent des compétitions de biathlon (notamment la coupe du monde) dans le Biathloncenter Pokljuka, situé à 15 km de Bled.